# Dongfeng CA71
Der Dongfeng CA71 (auch: Dong Feng CA71, Kurzzeichen: 東風/东风 / Ostwind CA71) ist eine Mittelklasselimousine des chinesischen Automobilherstellers First Automotive Works (FAW). Das Unternehmen stellte die Fahrzeuge 1958 in geringen Stückzahlen her und vertrieb sie unter der Marke Dongfeng. Er gilt als erster Personenkraftwagen, der vollständig in China hergestellt wurde.

## Entstehungsgeschichte
Der Dongfeng CA71 wurde von dem in Changchun (Mandschurei) ansässigen Unternehmen (FAW) entwickelt, das 1953 mit technischer und finanzieller Unterstützung der Sowjetunion gegründet worden war. FAW produzierte zunächst vor allem Nutzfahrzeuge, insbesondere schwere Lastkraftwagen nach sowjetischem Vorbild. 1958 begann in China die Kampagne Der Große Sprung nach vorn, zu dessen Zielen es gehörte, den Rückstand Chinas zu den westlichen Industrieländern aufzuholen. Die Auswirkungen dieser Initiative waren auch im Automobilbereich zu spüren: Ab 1958 begannen mehrere chinesische Werke, Personenkraftwagen für die zivile Nutzung zu konstruieren.
Für das Segment der Mittelklasse entstanden in diesem Jahr in drei Werken drei unterschiedliche Konstruktionen: Die in der Hauptstadt ansässigen Beijing Automobile Works (BAW) konstruierten die 4,1 Meter lange, mit einem luftgekühlten Heckmotor ausgestattete Limousine Jinggangshan, die Shanghai Auto Works entwickelten den später als Shanghai SH760 bezeichneten Fenghuang, bei FAW ging der Dongfeng CA71 in Produktion, der ebenso wie der Fenghuang einen Frontmotor hatte.
Der Dongfeng CA71 wurde wiederholt zu Propagandazwecken eingesetzt, unter anderem wurde der Parteivorsitzende Mao Zedong für Filmaufnahmen in einem Dongfeng gefahren. Ungeachtet dessen entstanden nur etwa 30 Exemplare des Dongfeng CA71. Hongqi war zu dieser Zeit vor allem mit der Entwicklung der Repräsentationslimousine CA72 beschäftigt, die ab 1959 in Kleinserie gefertigt wurde, und investierte nichts in die Weiterentwicklung des kleineren Dongfeng. Das Segment der Mittelklasse wurde stattdessen vom Fenghuang und später vom Shanghai SH760 ausgefüllt, der als einzige der 1958 konstruierten Autos in den folgenden Jahren in großen Stückzahlen gefertigt wurde.

## Modellbeschreibung

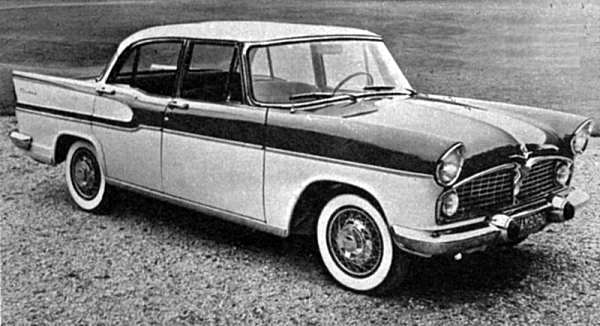
Stilistisches Vorbild: Simca Vedette

Wie bei den chinesischen Automobilen dieser Ära üblich, war der Dongfeng CA71 keine Eigenentwicklung. Die chinesischen Ingenieure kopierten stattdessen ausländische Konstruktionen.
Im Falle des Dongfeng CA71 gehen die wenigen verfügbaren Veröffentlichungen davon aus, dass sein Fahrwerk dem des sogenannten Ponton-Mercedes nachempfunden wurde; gleiches gilt für den Vierzylinder-Reihenmotor, dessen Hubraum üblicherweise mit 1,9 Litern angegeben wird. Die Leistung soll 70 PS betragen haben, die Höchstgeschwindigkeit lag bei 130 km/h. Darüber hinaus scheint mindestens ein Dongfeng CA71 mit dem 2,1-Liter-Vierzylinder-Benzinmotor des GAZ-M20 Pobeda Pkw ausgestattet worden zu sein. Die Karosserie orientiert sich an der französischen Limousine Simca Vedette. In Details zitierten die Designer allerdings traditionelle chinesische Motive: Als Kühlerfigur wurde ein goldener Drache verwendet, und die Gestaltung der Rückleuchten griff – wie auch beim Hongqi CA72 – Elemente einer chinesischen Laterne auf.

## Produktion
Der erste Prototyp des Dongfeng CA71 wurde am 12. Mai 1958 fertiggestellt. Bis in den Sommer hinein folgten diverse Testfahrten. Einige weitere Fahrzeuge baute das Unternehmen bis zum Ende des Jahres 1958. Alle wurden in Handarbeit hergestellt. Wie bei Prototypen üblich, wurden auch die Blechteile von Hand getrieben, um den Bau von Werkzeugen zum Tiefziehen zu sparen.